# Impatiens yilingiana
Impatiens yilingiana är en balsaminväxtart som beskrevs av X.F.Jin, Shu Z.Yang och L.Qian. Impatiens yilingiana ingår i släktet balsaminer, och familjen balsaminväxter. Inga underarter finns listade i Catalogue of Life.